# Glisante
Glisante (en griego, Γλίσαντας) es el nombre de una antigua ciudad griega de Beocia, que fue mencionada por Homero en el Catálogo de las naves de la Ilíada.
Estrabón la situaba en el monte Hípato, cerca de Teumeso y Cadmea. Pausanias añade que la distancia de las ruinas de Glisante a Teumeso era de siete estadios y allí sitúa un túmulo donde se creía que estaban enterrados algunos de los combatientes de la expedición de los Epígonos que murieron cuando atacaron Tebas.
Glisante se ha localizado en una colina llamada Turletza situada al pie del monte Hípato.